# Liste der Kulturdenkmäler in Fehl-Ritzhausen
In der Liste der Kulturdenkmäler in Fehl-Ritzhausen sind alle Kulturdenkmäler der rheinland-pfälzischen Ortsgemeinde Fehl-Ritzhausen aufgeführt. Grundlage ist die Denkmalliste des Landes Rheinland-Pfalz (Stand: 21. Dezember 2021).

## Einzeldenkmäler
| Bezeichnung     | Lage                       | Baujahr | Beschreibung | Bild                           |
| --------------- | -------------------------- | ------- | --- | ------------------------------ |
| Eisenbahnbrücke | südwestlich des Ortes Lage | 1906    | Fischbauträger in Stahlfachwerkkonstruktion, für den Streckenabschnitt Westerburg–Rennerod der Westerwaldquerbahn 1906 errichtet, Einweihung des Streckenabschnitts 1907 | weitere Bilder Fotos hochladen |